# Amet Ozenbaszły
Amet Ozenbaszły (krymskotat. Amet Özenbaşlı, ros. Амет Озенбашлы; ur. 10 lutego 1893 r. w Bakczysaraju w Rosji, zm. 4 grudnia 1958 r. w Tadżykistanie w ZSRR) – krymsko-tatarski publicysta, pisarz i działacz narodowy, kolaborant podczas II wojny światowej.

## Życiorys
Od 1915 r. studiował medycynę na uniwersytecie w Noworosyjsku. W latach 1917–1920 jeden z przywódców ruchu narodowego Tatarów krymskich na obszarze Krymu. Opowiadał się za utworzeniem niepodległego państwa tatarskiego. 
Był jednym z współpracowników wydawanego od lipca do grudnia 1917 roku tygodnika Gołos Tatar.
Na początku września 1917 r. w Kijowie brał udział w zjeździe przedstawicieli narodów Rosji. W listopadzie tego roku był współorganizatorem i uczestnikiem I Kurułtaja Tatarów krymskich.
Do stycznia 1918 r. stał na czele oddziału Kurułtaju mającego przygotować powołanie dyrektoriatu, tj. narodowego przedstawicielstwa Tatarów krymskich. Jednocześnie współtworzył narodowo-demokratyczną partię Milli Firka. W październiku 1918 roku uczestniczył w rozmowach przedstawicielstwa Tatarów krymskich pod przewodnictwem M. A. Sulkiewicza z władzami ukraińskimi. Przeciwstawiał się rządom białych na Krymie, dlatego po jego zajęciu przez wojska gen. Antona I. Denikina prowadził nielegalną działalność.
Kiedy wojska bolszewickie opanowały półwysep w listopadzie 1920 r., podjął współpracę z nowymi władzami. Pod koniec 1920 r. był współzałożycielem spółdzielni rolniczej Szirket z oddziałami na całym Krymie, w ramach której zatrudniano byłych działaczy partii Milli Firka. Od 1921 r. do 1924 r. pracował jako dyrektor i wykładowca krymskiego tatarskiego technikum pedagogicznego pod Symferopolem. Jednocześnie w 1922 r. ukończył studia medyczne na uniwersytecie krymskim. Utworzył i przewodniczył organizacji, która działała w celu reemigracji Tatarów z Turcji i Rumunii. Do 1927 r. pełnił funkcję komisarza finansów i zastępcy komisarza narodowego Krymskiej ASRR. W 1926 r. w Symferopolu wydał książkę Трагедия Крыма. Pisał też powieści beletrystyczne i artykuły literackie. 12 kwietnia 1928 r. został aresztowany pod zarzutem nielegalnej działalności w ramach partii Milli Firka. Po procesie został w grudniu 1928 r. skazany na karę śmierci przez rozstrzelanie, zamienioną na 10 lat łagru w Kraju Zabajkalskim. W obozie pełnił funkcję lekarza. W 1934 r. wyszedł na wolność bez prawa powrotu na Krym. Zamieszkał w Nowosybirsku, a następnie Pawłogradzie na Ukrainie. Pracował jako lekarz.
W sierpniu 1943 r. tajnie przedostał się na okupowany przez Niemców Krym, gdzie podjął współpracę z władzami III Rzeszy. Pracował w niemieckiej administracji okupacyjnej. W maju 1943 r. wysłał list do Adolfa Hitlera, w którym proponował utworzyć na Krymie państwo tatarskie pod protektoratem niemieckim, dysponujące własną armią. Opowiadał się też za powrotem z Turcji i innych krajów wszystkich Tatarów oraz oczyszczeniem półwyspu z przedstawicieli innych narodowości. Popadł w konflikt z przewodniczącym Symferopolskiego Komitetu Muzułmańskiego Dżemilem Abdureszidowem. W październiku 1943 r. niektóre środowiska wojskowych władz niemieckich i większość działaczy tatarskiego ruchu narodowego rozpatrywała jego kandydaturę na muftiego Krymu. Po zajęciu półwyspu przez Armię Czerwoną ewakuował się do Niemiec.
Po zakończeniu wojny zamieszkał w Rumunii, gdzie 20 września 1947 r. aresztowali go funkcjonariusze Smiersza. Na procesie w Moskwie został skazany na karę 25 lat więzienia. Odbywał ją w Komijskiej ASRR. W 1955 r. wyszedł na wolność. Zamieszkał w Chodżencie w Tadżyckiej ASRR. W 1992 r. jego prochy zostały sprowadzone na cmentarz w Bakczysaraju.

## Publikacje
- O Yıkıntılar Altında, 1917
- Çarlık Hakimiyetinde Kırım Faciası, 1926